# 電気機関車
電気機関車（でんききかんしゃ）は、電気を動力源とする機関車のこと。EL（Electric Locomotive）や、電関（でんかん）、電機（でんき。日本国有鉄道〈国鉄〉での電気機関車の略称）とも呼ばれる。

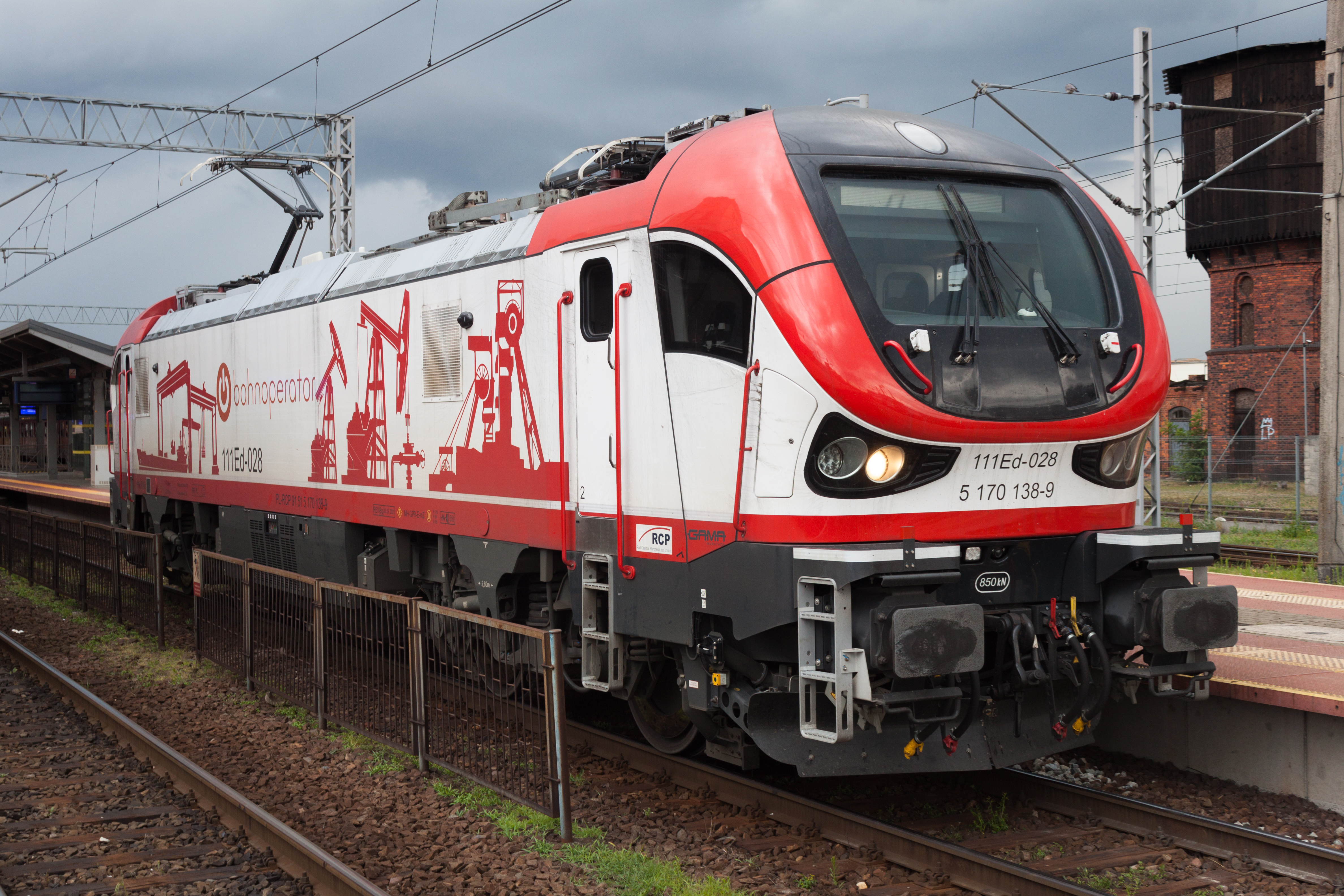
電気機関車

電気機関車は電化区間において架線などの外部電源から電力を受電し、その電力を電動機（電気モーター）で動力へ変換し走行する。電気機関車が動力装置をもたない客車や貨車を牽引する列車の運転方法を動力集中方式という。これに対し、列車の複数の車両に動力装置を分散させる電車は動力分散方式という。それぞれの方式の得失は当該の項目を参照。
蓄電池を動力源として用いる車両は、通常、蓄電池機関車と呼ばれ区別される。また、電動機で駆動する機関車のうち、電気式ディーゼル機関車やハイブリッド機関車も電気機関車には含まない。
第二次世界大戦中にはスイスで蒸気機関車にパンタグラフを搭載して電気で加熱できるよう改造した例があるが、これも電気を直接動力にするわけではなく、メカニズムは蒸気機関車そのものであるため、電気機関車ではなく蒸気機関車に区分される。

## 長所と短所
電気機関車はディーゼル機関車や蒸気機関車のように大量の燃料や水を積載する必要はなく、その余裕を車体寸法と重量の低減や、出力の増大に充てることができる。また、運転時に煤煙や排出ガスを出すこともないため、車内環境、沿線環境が改善される。一方、蓄電池式電気機関車という例外があるものの、電化路線でしか運用できず、電化設備の維持のため大きなコストがかかる。
一般的な旅客電車は洗車機での車体洗浄が可能であるが、電気機関車は車体側面に機器冷却用の通風口があり、それらからの不必要な水の浸入による機器への悪影響を避けるため、作業員によるモップを使用した手作業となっている。

## 歴史

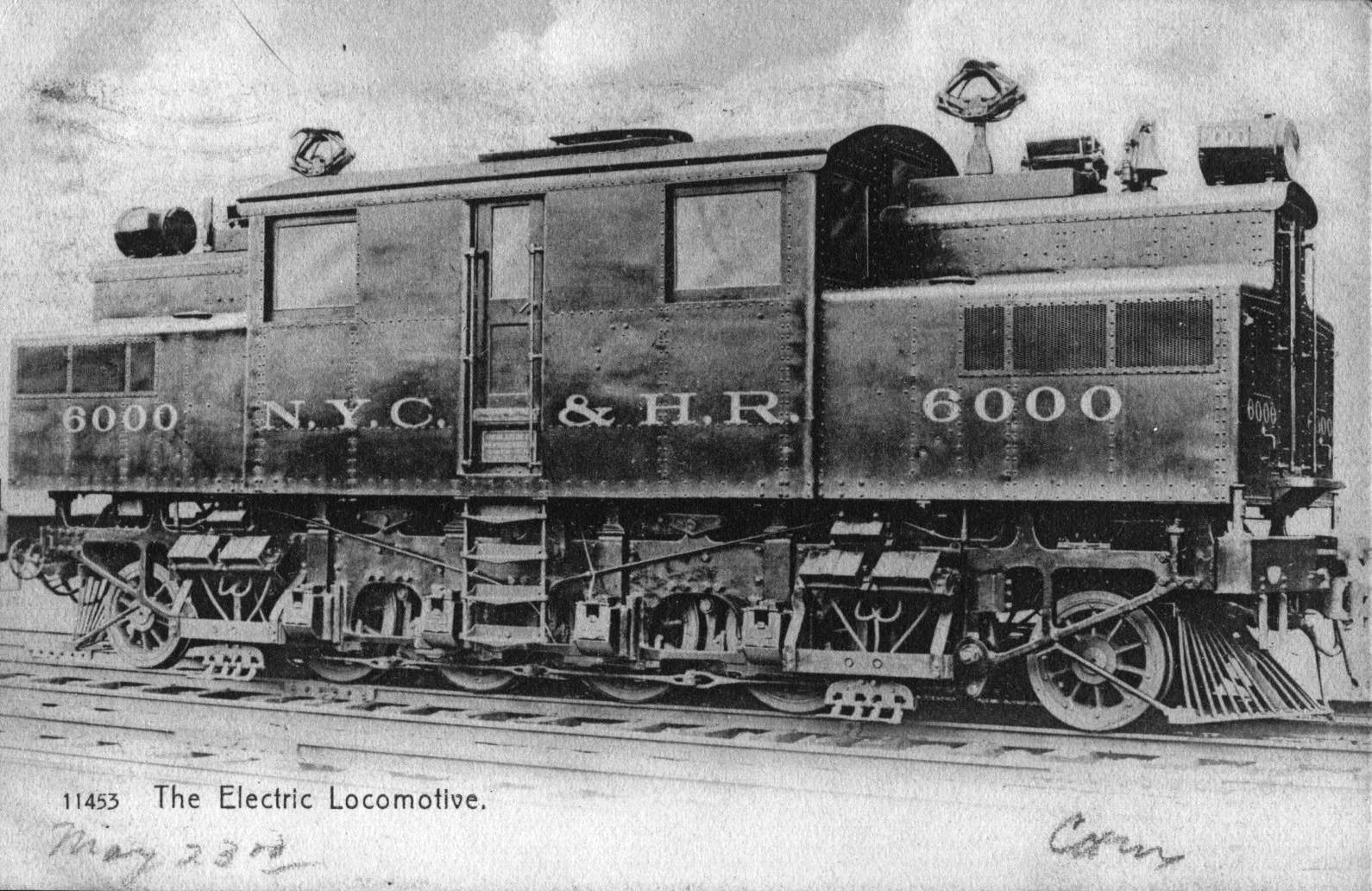
Alco-GE S-1形の試作機、NYC & HR の6000号機（直流）

電気機関車の最初のプロトタイプは、1834年にロシアの科学者で発明家のボリス・ヤコビによって作成されたが、彼の発明は当時の鉄道には適合していなかった。その後、同時に米国、ドイツ、フランスで、電気モーターを使って乗組員を動かす実験が行われたが、成功を収めることはできなかった。
最初の電気機関車といわれているのは、スコットランドのロバート・デビッドソンが1837年、アバディーンで製作したもので、電源にはガルバニ電池を使用していた。1841年にはこれを大型化し Galvani と名付けて Royal Scottish Society of Arts の博覧会に出展した。翌1842年9月にはエディンバラ - グラスゴー間の鉄道で試験走行が実施されたが、電池を使っているため走行距離が限られることから実用化されなかった。
実際に客車に乗客を乗せた最初の電気機関車は、ヴェルナー・フォン・ジーメンスがベルリンで1879年に実用化したものである。この電気機関車は2.2 kWの電動機で駆動され、3両の客車を連結した状態で最高速度 13 km/hで走行した。300メートルほどの円形の線路の上を走行するもので、4か月間に約9万人を乗せた。電力供給（集電）にはいわゆる第三軌条方式が採用されており、通常のレールの間に第三の絶縁されたレールを配していた。電源は線路の近くに設置したダイナモで発電していた。実際に商用運用された最初の電気機関車はベルリン近郊リヒターフェルデの路面電車として運行したもので、1881年に開業した。これもやはりヴェルナー・フォン・ジーメンスが製作したものである。も
イギリスでは1883年、ブライトンで最初の電気機関車を使ったマグヌス・ヴォルクの鉄道（ヴォルクの電気鉄道）が開業した。同年、グラスゴーの石油精製事業者のディック・カー社もガスエンジンの軽便鉄道事業に参入した。
アメリカ合衆国で最初の路面電車は1888年のリッチモンド・ユニオン旅客鉄道で、フランク・スプレイグの設計である。
鉄道網が広がるにつれ、都市部にもトンネルが建設されるようになり、電気機関車の開発が促進された。蒸気機関車の出す有害な煙が問題となり、都市部の各自治体で蒸気機関車の使用を制限する動きが広まりつつあった。イギリスで最初の電気機関車を使った地下鉄であるシティー&サウス・ロンドン鉄道線（現在のノーザン線の一部）も、背景には蒸気機関の使用を制限する法律がある。この路線が運行を開始したのは1890年で、Mather and Platt 製の電気機関車を使っていた。1897年にフランク・スプレイグが総括制御を発明したことも、地下鉄の急速な電化を促進することにつながった。対する地上の鉄道では法律などで強制的に転換を迫られるまで蒸気機関車を使い続けた。

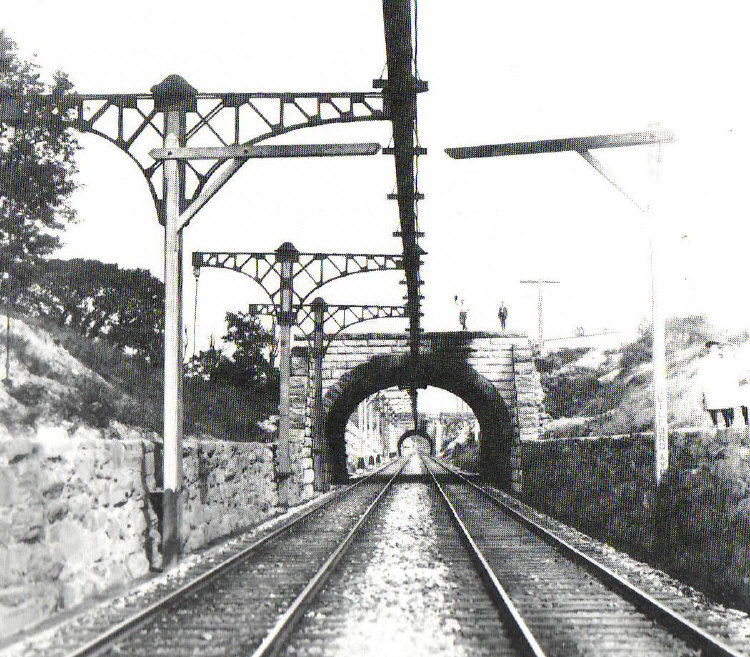
ボルチモア環状線
空中に第三軌条を配し、そこから電流を流す方式だった

地上の本格的な鉄道で最初に電化した路線はボルチモア・アンド・オハイオ鉄道 (B&O) の全長4マイルほどの Baltimore Belt Line（ボルチモア環状線）であり、1895年のことである。これはB&Oの幹線と新たに建設されたニューヨークまでの路線を接続する部分で、ボルチモア中心街の辺縁を通すためにいくつかのトンネルを必要とした。これと並行するように走っていたペンシルバニア鉄道の路線は蒸気機関車を運行しており、その煙が公害問題を引き起こそうとしていた。B&Oでは南端で列車に電気機関車を連結し、もう一方の端までそれを牽引した。

### 交流の導入

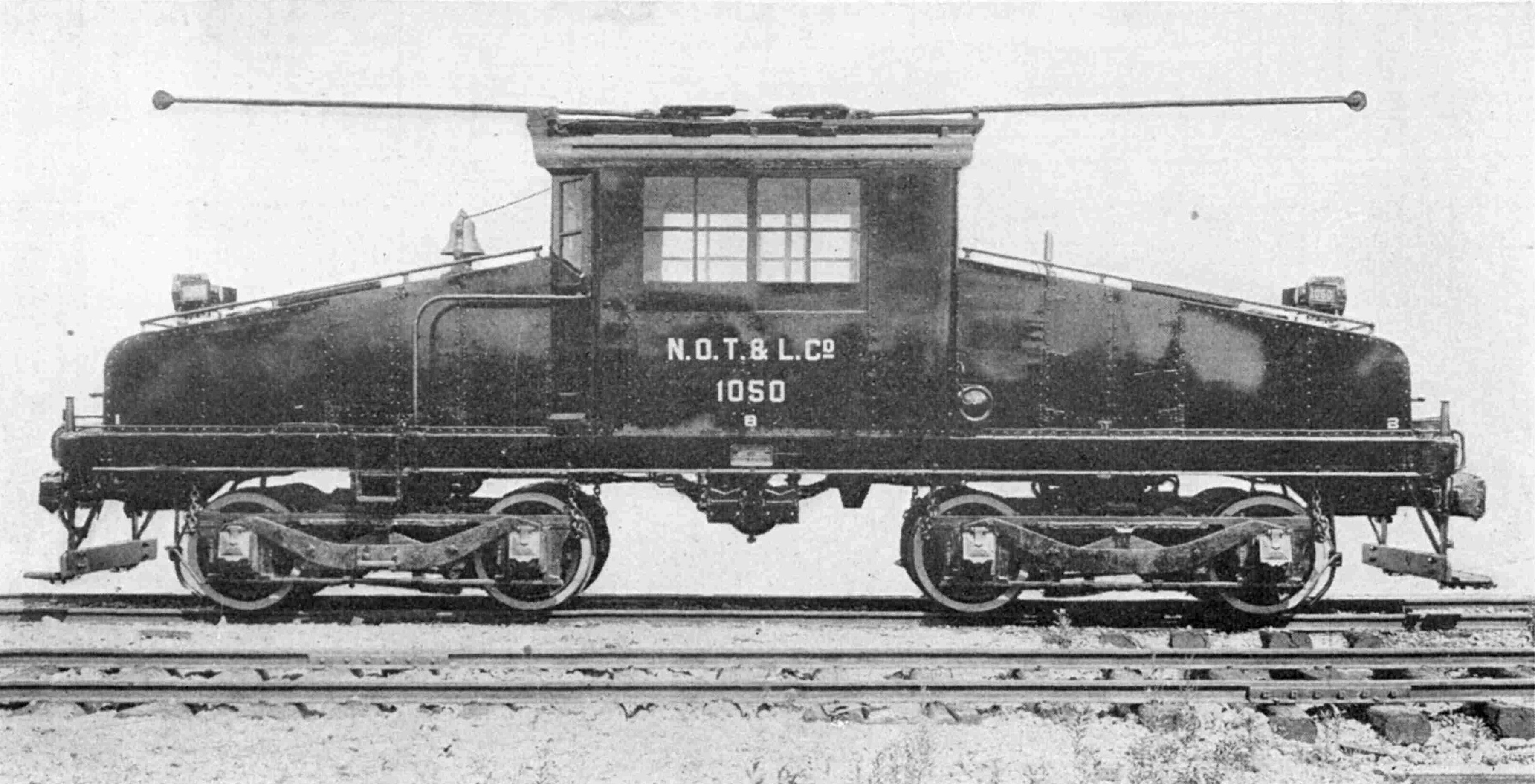
GE製の凸型 (steeplecab) 電気機関車。この写真はインターアーバン鉄道で使われたもので、トロリーポール式になっている。

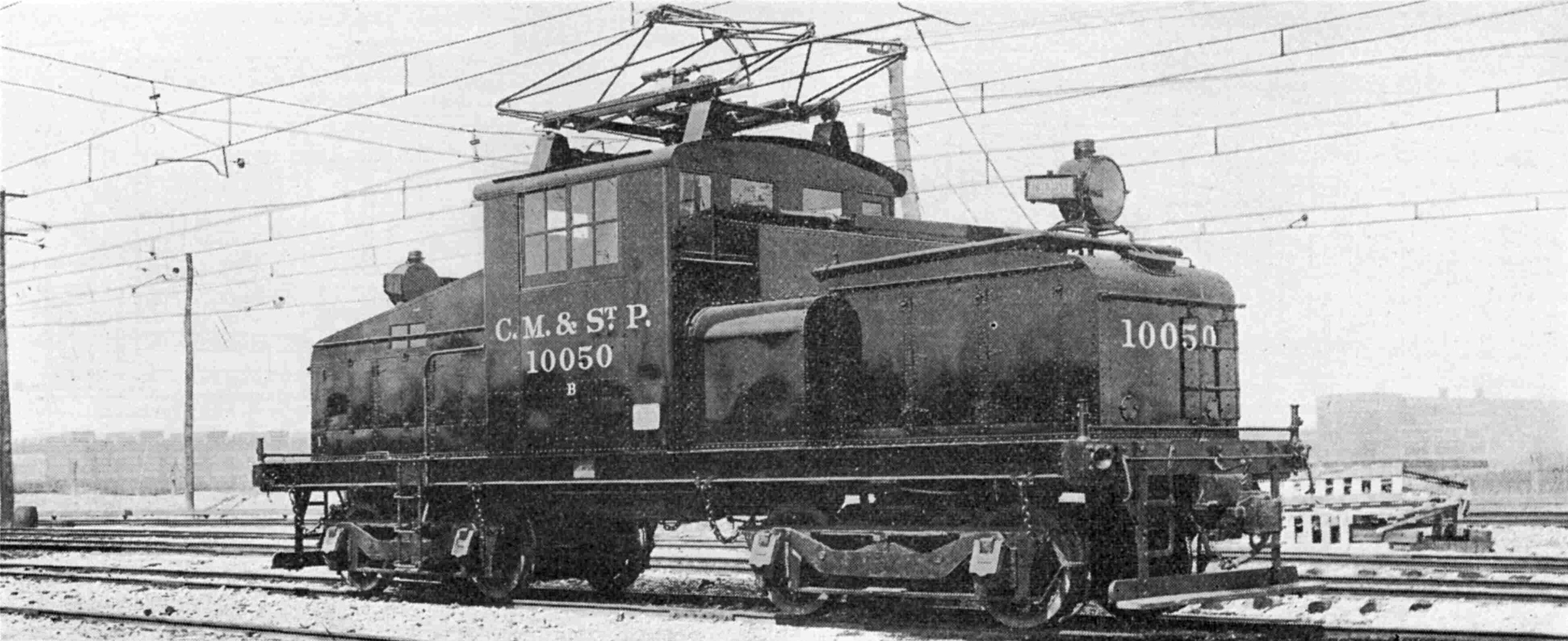
さらに大型の凸型入換機関車。ミルウォーキー鉄道ES-2形

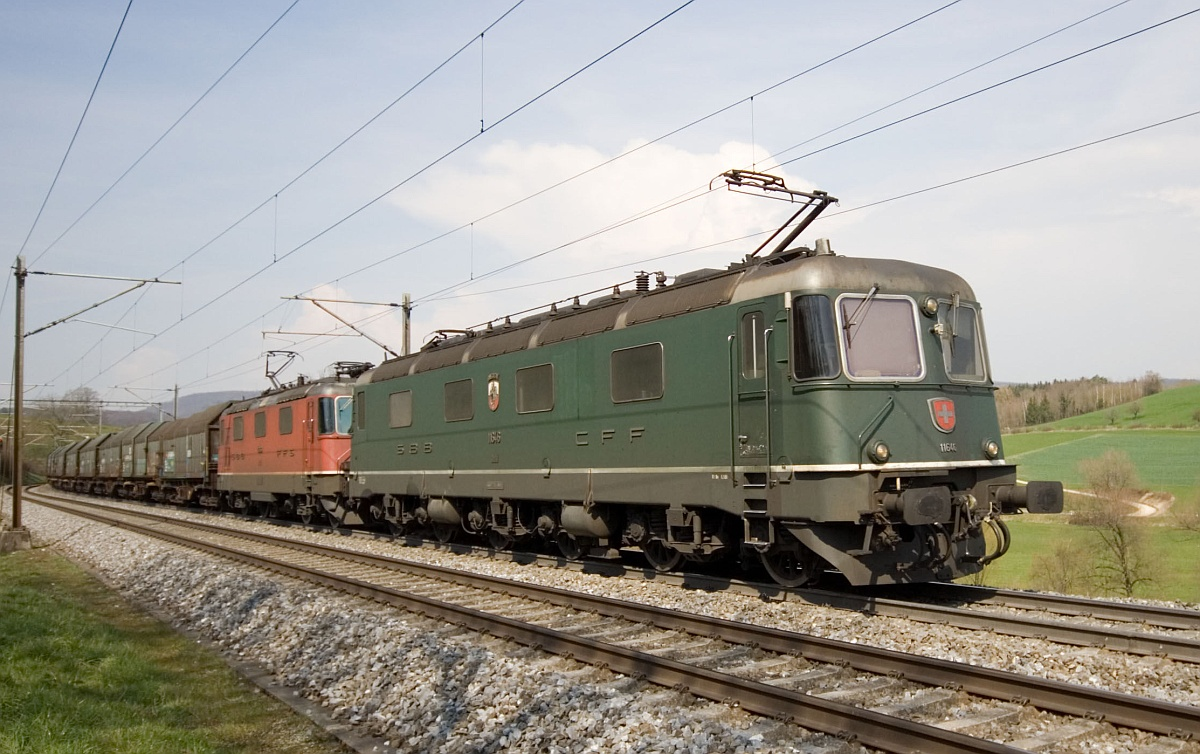
スイス国鉄のRe620形（同7,850 kW）とRe420形（定格出力4,700 kW）の重連

最初の交流電気機関車を設計したのはシャルル・ブラウン (en) で、当時チューリッヒの Oerlikon（アセア・ブラウン・ボベリの前身の一つ）に勤務していた。1891年ブラウンは三相交流を使い、ラウフェン・アム・ネッカーの水力発電所からフランクフルト・アム・マインの鉄道駅まで280kmの長距離を結んだ送電実験を行った。ブラウンはかつて Jean Heilmann の蒸気 - 電気機関車の研究に参加しており、その経験から三相交流電動機が直流電動機よりも駆動力が大きく、しかも整流子がないために構造が単純で製造や修理が容易だということに気づいていた。1896年、Oerlikonはルガーノの路面電車に世界初の商用交流システムを納入した。この三相交流電動機は一定速度で動作し、回生ブレーキ機構を備えており、急勾配の多い場所に適していた。三相交流電気機関車を本格的な鉄道で最初に採用したのはスイスのブルクドルフとトゥーンを結ぶ路線で、1899年にブラウンのシステム（当時はボベリと共同でブラウン・ボベリを経営）を導入した。30 tの機関車には2台の150馬力の電動機が搭載されていた。ハンガリー・ブダペストのガンツ社のカンドー・カールマーンはアメリカのウェスティングハウスと共同で電気機械式の変換装置 (en) を開発し、単相交流で三相交流電動機を駆動できるようにし、必要な電線の本数を減らすことに成功した。
ヨーロッパでの鉄道の電化は当初、山岳部に集中した。山岳部では石炭の供給が難しいが水力発電はすぐにも可能で、急勾配の路線には電気機関車の方が適していたためである。なお、2011年時点では山岳部の多いスイスの鉄道はほぼ完全に電化されている。

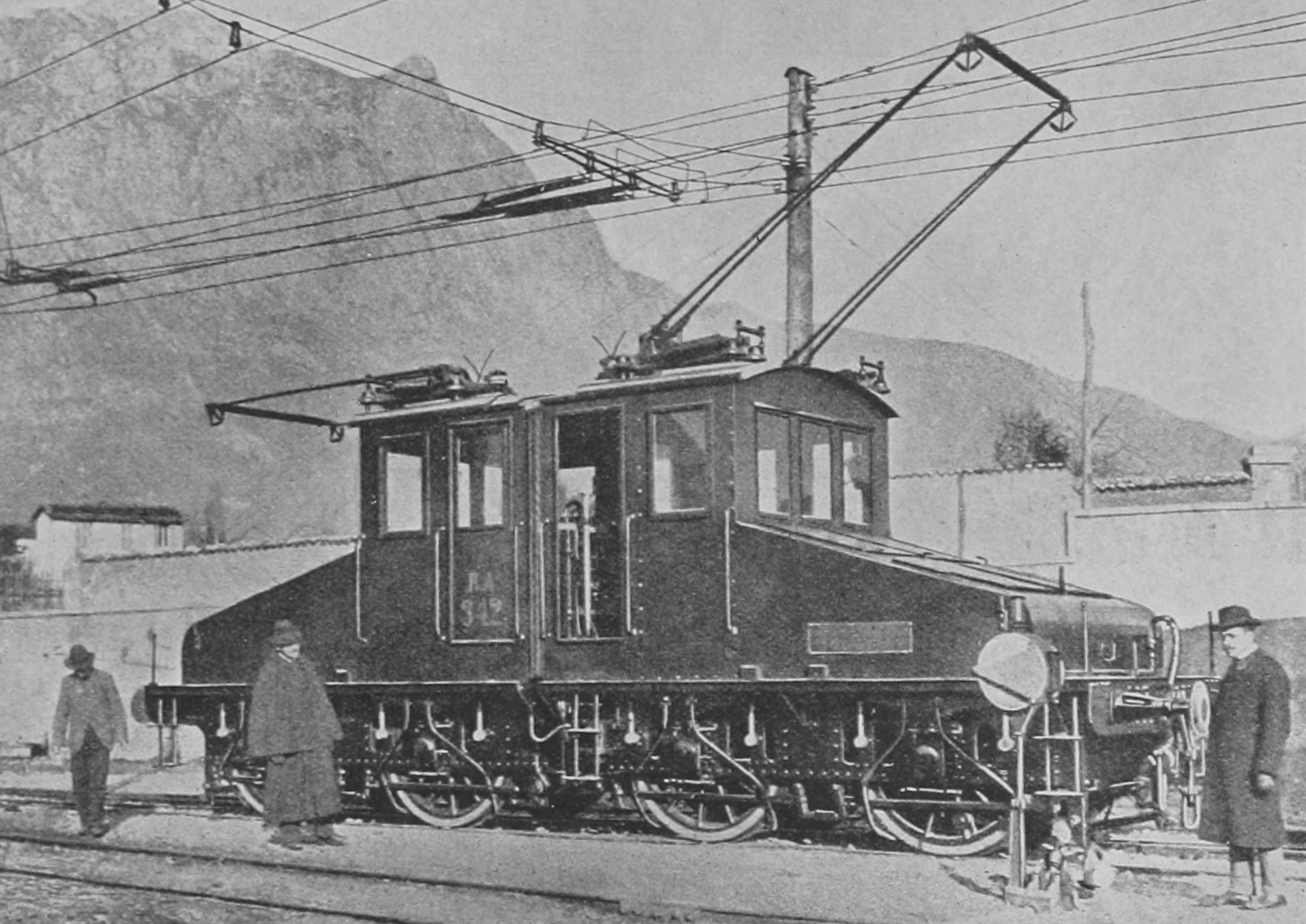
ヴァルテッリーナ線で使われた交流電気機関車

短区間でなく一つの幹線全体を世界で初めて電化したのはイタリアで、カンドー・カールマーン率いるガンツ社のチームが設計したウェスティングハウスのシステムを使用した。この全長106kmのヴァルテッリーナ線は1902年9月4日に開業し、3,000V・15Hzの三相交流を使っていた。電圧は従来のものより遥かに高く、電動機や切り替え装置なども全く新たに設計する必要があった。このイタリアの路線の電化の際、電力供給をどのような定格にすべきかを決めるための試験が行われている。一部区間では3,600Vで16.6Hzの三相交流、別の区間では1,500Vの直流、さらに3,000Vの直流、10,000V・50Hzの交流などが試された。1930年代にはイタリア全土で3000Vの直流送電システムが採用された（ただし、その後もフランスに近い地域では1500Vの直流を使い、高速鉄道の多くは25000V・50Hzの交流を採用している）。
ニューヨーク市でも鉄道が市内に入るところにはトンネルがあり、蒸気機関の煙がそこでも問題視されていた。1902年にパークアベニュートンネルで衝突事故が起き、ニューヨーク州政府はハーレム川より南への煙を出す機関車の乗り入れを1908年7月1日以降禁止することとした。これを受けてニューヨーク・セントラル鉄道は1904年に電気機関車の導入を開始した。ニューヨーク市の規制を受けて電気機関車を導入していたペンシルバニア鉄道は、1930年代にハリスバーグ以東の路線も電化した。
アメリカで最後に建設された大陸横断鉄道であるミルウォーキー鉄道は、1915年からロッキー山脈と太平洋岸の路線の電化に着手した。東海岸のバージニアン鉄道やノーフォーク・アンド・ウェスタン鉄道といった鉄道では、山岳部の一部区間のみ電化するという方式が採用された。この時代のアメリカ合衆国における鉄道の電化は主に都市部の路面電車が中心であり、開発の中心は電化が広範囲に及びつつあったヨーロッパに移った。
1923年、カンドーの設計に基づく単相 - 三相変換機を使った電気機関車がハンガリーで建造され、すぐに大量生産が始まった。これは、単相交流を機関車内で三相交流に変換するものである。この方式に基づいてブダペストからウィーンまでを結ぶ鉄道が建設された。
1960年代には東欧を含むほとんどのヨーロッパの幹線鉄道が電化された。ヨーロッパの電気機関車の技術は1920年代以降着実に改良を重ねていった。重量240 tのミルウォーキー鉄道EP-2型電気機関車（1918年）は、出力3,330 kWで最高速度112 km/hだった。一方ドイツの E 18（1935年）は2,800 kWだが重量は108 tで、最高速度は150 km/hとなっている。1955年3月29日、フランス国鉄CC7100形電気機関車がボルドー近郊で最高速度331 km/hを達成した。1960年に導入された スウェーデン国鉄Dm3形電気機関車は出力7,200 kWを、1972年のスイス国鉄Re620形電気機関車は重量120 tで7,850 kWを記録している。そして1960年代には旅客列車を最高速度200 km/hで牽引することが可能な機関車がドイツとフランス両国で同時期に登場した。さらなる改良は電子制御システムの導入によるもので、より軽量かつ強力な電動機が使えるようになっていった。
2006年9月2日、オーストリア連邦鉄道の1216形「タウルス」の050号機がドイツの高速新線で357 km/hの最高速度記録を樹立した。

## 構造

### 分類
架線から取り入れる電源の種類により、直流電気機関車、交流電気機関車、交流直流両用電気機関車に分類される。黎明期には、直流電源を使用するのが一般的であったが、後に大電力を送電できる交流電源を使用するものが実用化された。交流を使用する場合は、商用電源周波数の単相特別高圧を使用するが、初期には三相交流や低周波数を使用することもあった。集電方式は、高速運転にも適した架空電車線方式が一般的で、一部に第三軌条方式のものがある。

### 主要機器
電動機から出力された動力は、歯車によって減速され、車輪に伝えられる。減速段数は1段であることが多いが、2段減速である場合や、一旦ジャック軸に出力され、そこからロッド（連結棒）により各軸へ出力される場合がある。電動機は、台車の各軸に1個ずつ装架されるのが一般的な方式であるが、1個の電動機で同じ台車の2軸を同時に駆動したり、2個の電動機で1軸を駆動するもの、電動機を床面上に搭載する場合もある。駆動方式は、台車装架の場合構造の単純な吊り掛け式が一般的である。軌道への負担や電動機への衝撃を軽減したリンク式やクイル式といった方式もある。床面上装備の場合は、ジャック軸式や歯車を用いるブーフリ式などがある。
制御方式は、直流用や交流直流両用では、抵抗制御と直並列組合せ制御が一般的である。また、加速時の空転を少なくするため、ノッチの制御段数を増やしてきめ細かい制御を行なうバーニヤ制御が併用されることがある。交流用では一般的な低圧タップ制御のほか、整流器の機能を活用した無接点式のサイリスタ位相制御なども使用される。交流用機関車では、出力電圧を連続的に変化させることができるため、直流用に比べて少ない動軸数で同等の粘着性能を発揮することができる。
1990年代以降では、かご形三相誘導電動機を用いたVVVFインバータ制御を用いた大出力のものが多くなっている。
補機類には制御装置や灯火用の電源を給電するための電動発電機、主電動機や抵抗器に冷却風を送る電動送風機、空気ブレーキ用の圧縮空気を作る電動空気圧縮機などがある。旅客列車用の電気機関車には、客車に蒸気暖房の蒸気を送るための蒸気発生装置 (SG) や、電気暖房用の交流電源装置（電動発電機や静止形インバータ）を搭載している車両がある。交流電気機関車では、これらの補助電源は、主変圧器の2次側に主回路とは別の巻線（3次巻線とも呼ぶ）を設けて供給するのが一般的である。

### 蒸気機関車との性能差
一般的には電気機関車は蒸気機関車より高性能とされている。これは、運動エネルギーに変換される以前のエネルギーを自車に蓄えず、架線から随時取り入れるため、死重となる炭水車や、重量の面で多くを占めるボイラーが不要で、重量の面で有利と言われてきた
しかし、過去にはこれに異論があった。電動機という電気機関車の動力源の特性上、電圧制御のために抵抗器を挿入しトルクを抑えた状態で起動し、加速とともにトルクを最大値にする必要があると、「誤解されて」いたためである。これに対して、蒸気機関は起動時から最大トルクを発生させることができる（カットオフを引き上げるに従いトルクは単調に減少する。起動時に最大トルクが生じると言う言い方の方が正確である）。
なお、ディーゼル車などの内燃機関を利用する際には、負荷を掛けた状態での機関始動が不可能であるため変速機を用いるか、電気式の構造とすることになる。前者において、摩擦クラッチを用いる場合は、トルクが減少する一方であるが、トルクコンバーターを使用する場合には、そのトルク増幅作用により機関とギヤボックスだけで作られるより大きなトルクを生じる。電気式ディーゼル車は実質的に電気車と同様であり、鉄道においては、摩擦クラッチで起動する例は実用レベルのものでは皆無であるため、同じ軸重、機関出力であれば、引き出し性能はディーゼル車が最も有利になり得る。が、この議論が生じたとき、十分な能力をもつディーゼル機関車は存在しなかったため、そもそも考慮されなかった。
これらの考えから、最高速度（最大出力）の点においては電気機関車に有利であっても、重量級列車の牽引に当たってはそれほど差異はないという意見もあった。
この論議に決着をつけるべく、日本国有鉄道では1967年、新鶴見機関区において、EF15形電気機関車とD51形蒸気機関車を背中合わせに連結して、綱引きの要領による起動力比較が行われた。結果はEF15形の圧勝であった。この議論は、直巻整流子電動機の「回転数が低いときにトルクが大きい」という特性を現場が十分に把握していなかったこと以上に、無煙化の推進による人員削減への労働組合の抵抗運動という面も大きかった。
直巻整流子電動機においては、発生するトルクは流れる電流により一意に定まり、回転数が上昇するにつれて、電機子の逆起電力により回路に流れる電流が減少する。すなわち、抵抗制御を行う際に挿入される抵抗器は、逆起電力が生じていない、あるいは小さいときの電気回路の焼損を防ぐために挿入されるのであって、起動時に発生する最大トルクは、電気回路の許容する最大値である（抵抗器の挿入により制限されているのは「トルク」ではなくて「出力」である）。
以降、「引き出し性能は蒸気機関車のほうが上」という論調はなくなった。

## 各地の電気機関車

### 日本

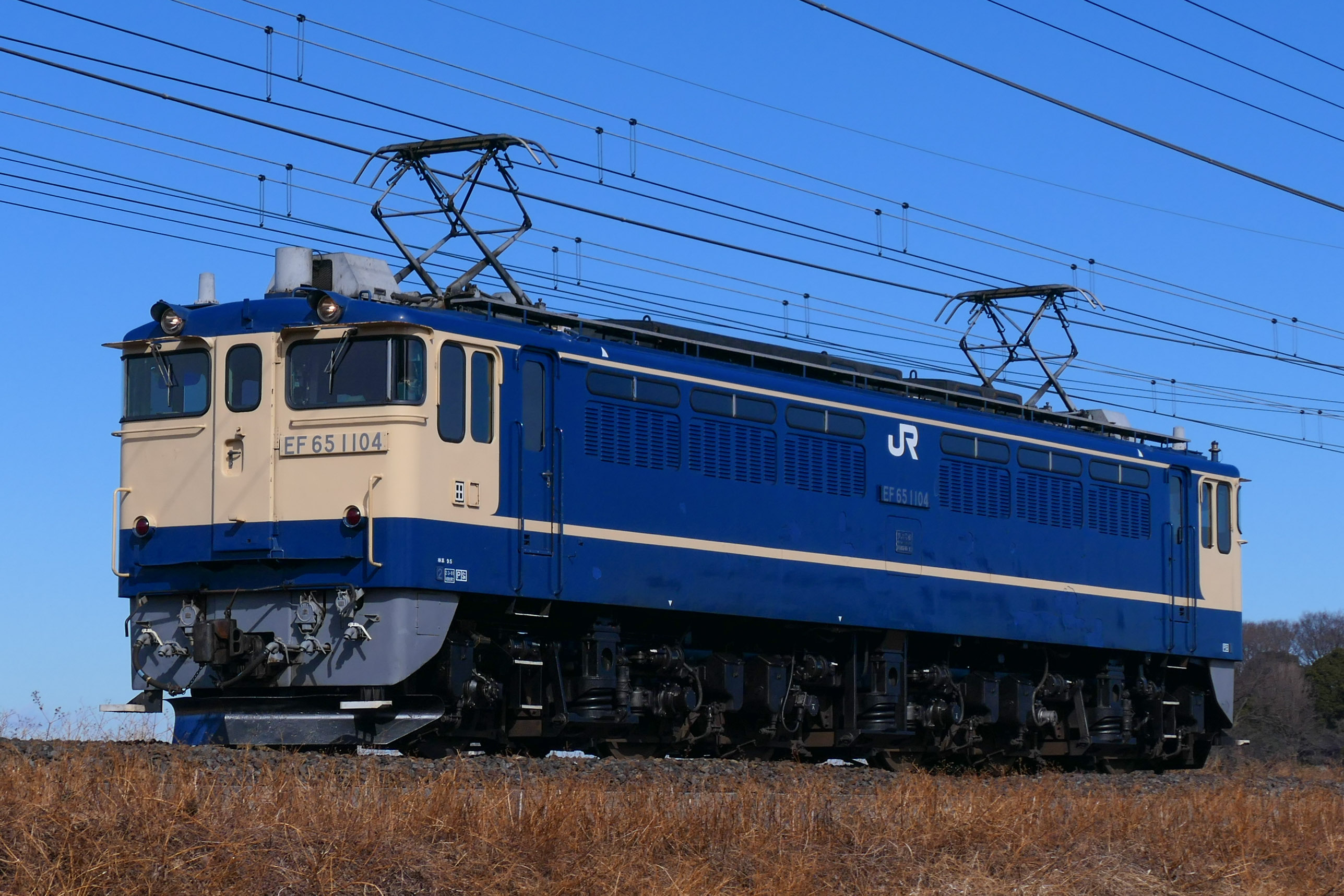
国鉄EF65形電気機関車

かつては鉄道省・国鉄・JR以外の多くの鉄道事業者でも電気機関車が運用されていた。しかし、2000年代以降では鉄道貨物輸送を行う一部事業者を除けば、私鉄に在籍する機関車は少なくなっている。貨物輸送に関しては1984年2月1日国鉄ダイヤ改正による国鉄の貨物輸送体系の改革により、多くの私鉄で貨物輸送が廃止・削減されたことが主な理由である。また、機関車の運転には動力車操縦免許に加えて電車とは大きく異なる特殊技能が必要で、JR旅客会社では機関車の運転士を育成してもコスト的に見合わないという理由もある。新製車両の搬入や廃車回送など機関車を用いた車両輸送については、電車による牽引や自力回送で代用できることも多いため、電気機関車の需要自体も大幅に減少、ひいては消滅している。かつては貨物輸送における国内最大手の私鉄であった東武鉄道でも、2003年（平成15年）に貨物輸送を終了してから電気機関車を淘汰したため、新車搬入や廃車についても電車による牽引や自力回送を実施している。2015年（平成27年）4月1日現在、大手私鉄で電気機関車が在籍し、運用されているのは名古屋鉄道のみである。これは自社車輌のみならず名古屋市営地下鉄の車輌輸送でも名鉄線を利用しているためであり、同社のみの特殊な事情といえる。
一方で、貨物輸送を行う私鉄はそのほとんどが中小私鉄であるため、新規に機関車を開発・製造するだけの経済力がなく、多くが昭和30年代以前（戦前製も多い）に製造された旧型機関車で賄っている。電気機関車を所有する私鉄で特筆されるのは黒部峡谷鉄道で、23両もの電気機関車を保有し、旅客・貨物とも全列車が機関車牽引である。観光シーズンには重連運転による13両編成の列車も運行される。また、大井川鐵道も同様で、同社は大井川本線でも、甲種輸送、軌道整備、故障救援など、平時から電気機関車の運用が前提とされている。さらに、旅客繁忙期にはSL急行用の客車を電気機関車で牽引する臨時急行を設定することがある。
なお、平成以降にJR以外へ新造の電気機関車が投入されたケースとしては、大井川鉄道ED90形電気機関車、東京都交通局E5000形電気機関車、黒部峡谷鉄道EDV形電気機関車、名古屋鉄道EL120形電気機関車という例がある。ただし、大井川鐵道ED90形は急勾配区間専用のアプト式機関車であり、都営E5000形については、走行方式の違いのために都営地下鉄浅草線内を自走できない都営地下鉄大江戸線の車両を、検査を行う浅草線にある馬込車両検修場まで輸送するための牽引車であり、いずれも特殊性の強い車両である。名鉄EL120形についても、使われている技術は電車のものであり、本格的な電気機関車と言うよりは、牽引車の性格が強い。尤も、牽引車のE493系のように、電車でありながらその出力が1,520 kwと、国鉄時代のEF13形やEF57形に匹敵する性能を発揮する例もある。

### ヨーロッパ

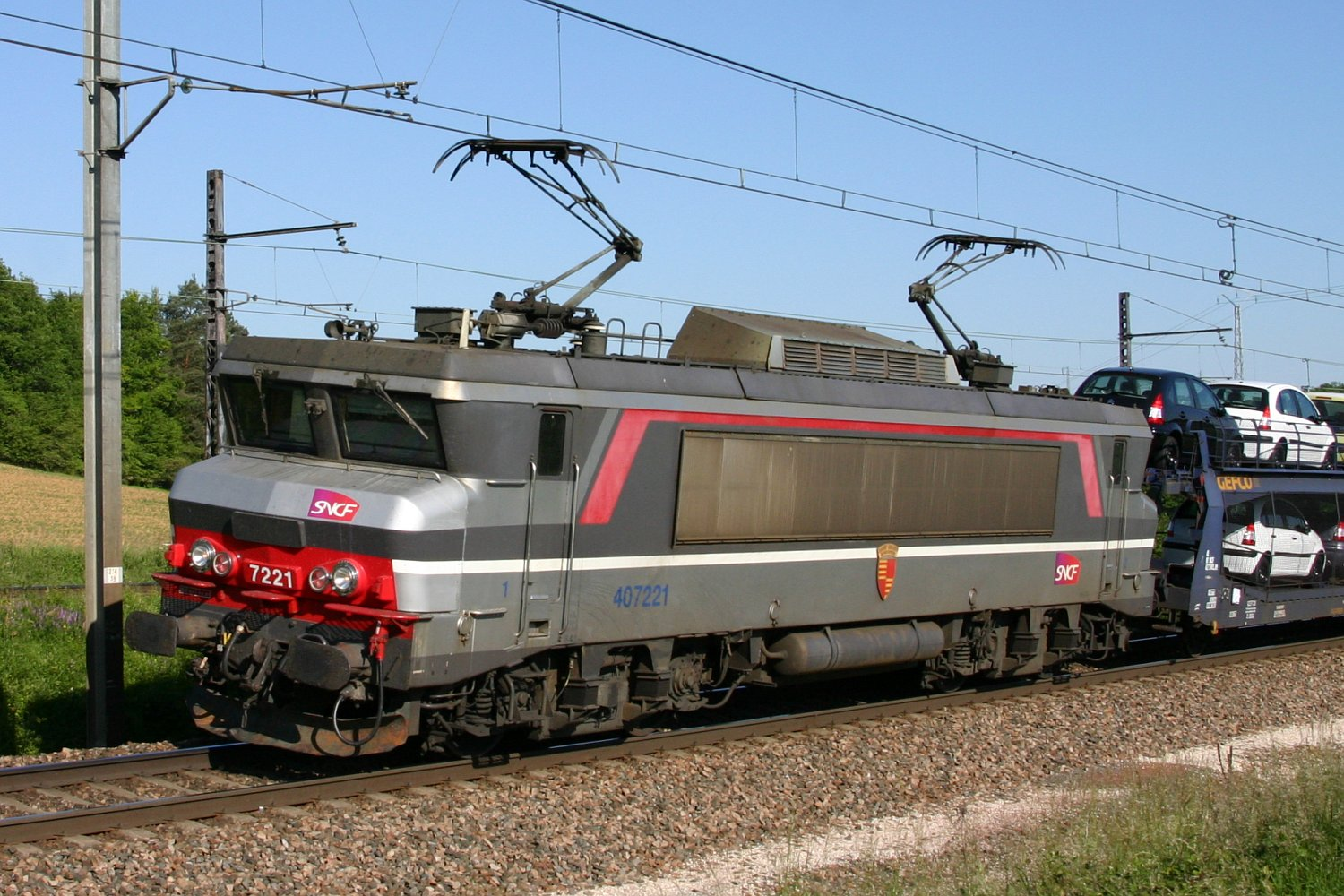
フランス国鉄のBB7200形

日本以外の国、特にヨーロッパでは、電動機や制御器数の爆発的な増加を嫌い、日本に比較すると電車が普及しておらず、長距離列車は機関車が牽引する客車列車が主流となっている。このため、各国ともに電気機関車の製造には力を入れており、ドイツ鉄道 (DBAG) やフランス国鉄 (SNCF)、スイス連邦鉄道 (SBB CFF FFS) などでは、高性能で強力な電気機関車が最高速度200 km/hの高速で営業運行される例が見られる。また、TGVなど準動力集中方式の高速列車も固定編成という形態から日本ではあまり認識はされていないが、これも電気機関車が客車を牽引する形態と解釈される場合がある。
2000年代以降ヨーロッパではメーカー主導による共通化が推し進められており、鉄道事業者はメーカーが掲示したいくつかのプランから選ぶセミオーダーメイドタイプの形式が多くなってきた。鉄道車両製造メーカーの御三家、ボンバルディア・トランスポーテーション、シーメンス、アルストム・トランスポールではそれぞれ、「TRAXX」、「ユーロスプリンター」・「ベクトロン」、「Prima」といった標準規格を打ち出している。
速度だけでなく牽引力の面からみても日本国外の機関車には並はずれた性能をもつものがある。特に重量物である鉱石を輸送する路線には強力な機関車が配備されていることが多い。世界最大の牽引力をもつ電気機関車はスウェーデン・ノルウェーで運用されているIORE形であり、1両で最大1400 kNの力を発揮することができる。この機関車は1両で8,600 tもの貨物を牽引することが可能で、専ら鉄鉱石の輸送にあたっている。
それを支えるのは10.8 MWの巨大な出力と30 tに及ぶ軸重であるが、日本国内と比較してはるかに強固な地盤を有する北欧だからこそ可能にしたといえる。

### アメリカ

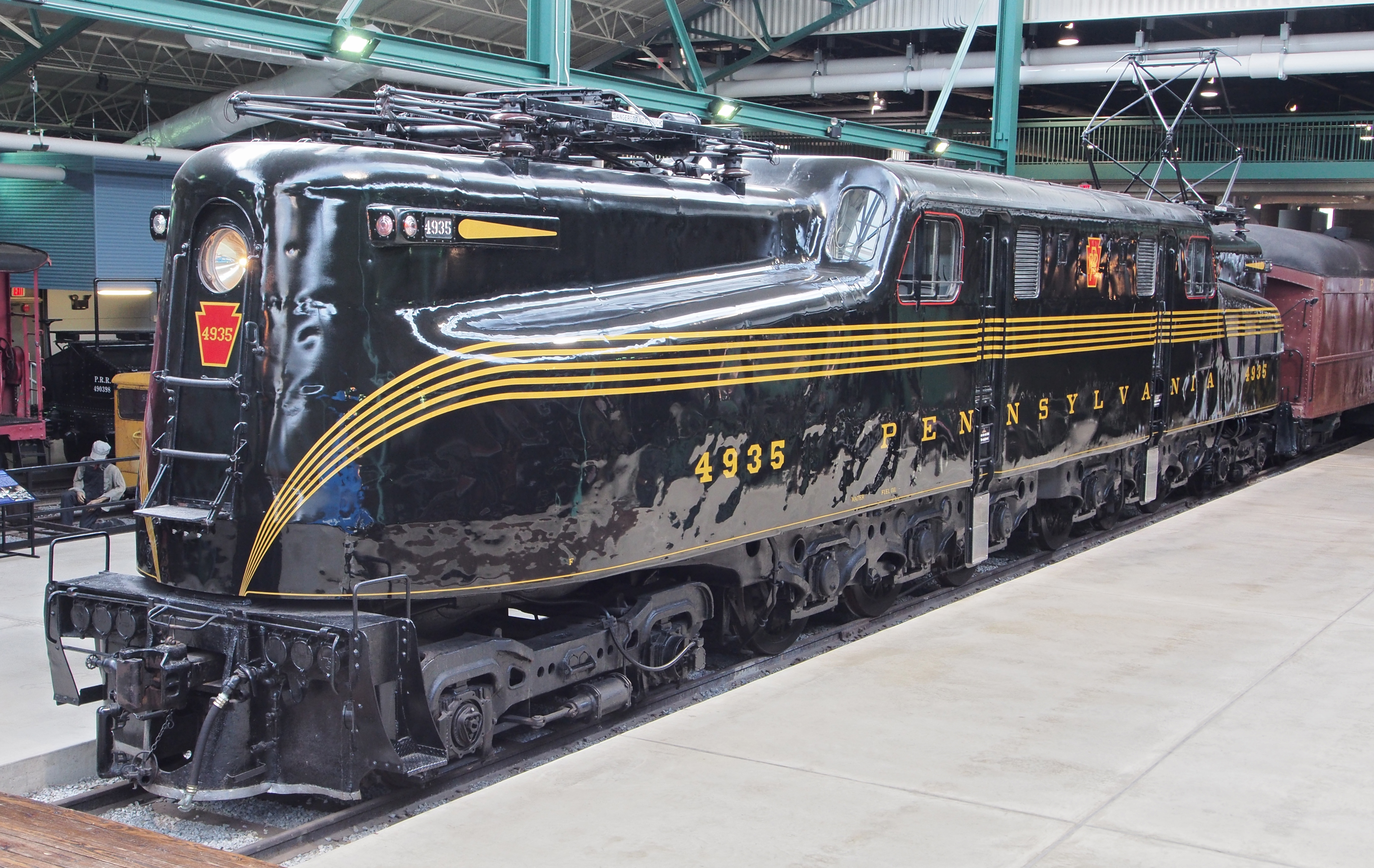
ペンシルバニア鉄道のGG1形

アメリカでは電気機関車よりもディーゼル機関車の方が普及した。ディーゼル機関は蒸気機関に比較したときの利点のいくつかを電動機と共有しており、さらに電力供給網の構築の必要がなく、そのため北東回廊以外の合衆国での幹線の電化は大きく後退することになった。ブラックメサ・アンド・レイクパウエル鉄道 (Black Mesa and Lake Powell Railroad) のような一部の例外を除き、2000年時点での合衆国の鉄道の電化は北東部と都市部に限定されており、貨物輸送はディーゼル機関車牽引で行われている。

## 蓄電池機関車
蓄電池機関車（ちくでんちきかんしゃ）は、蓄電池からの電力を使用する電気機関車。英語で storage battery locomotive というので、バッテリーロコ（バテロコ）とも呼ばれる。頻繁に充電を行う必要があるため長距離の運行には向かないが、引火性のガスが発生する炭鉱・鉱山、化学工場の構内や観光鉄道用の遊覧鉄道などで使用実績があるほか、営業用に使用されていたこともある。
日本では、高熱のトンネル区間を擁する、上部軌道と呼ばれる関西電力黒部専用鉄道で蓄電池機関車が専用で使われている。また、黒部峡谷鉄道にもBB形蓄電池機関車が2両在籍しているが、停電時や入換に使用されるのみで、通常の営業運行には使用されない。
過去の例では、本線走行用の形式としては唯一の存在であった国鉄のAB10形がある。しかし、後に架線集電方式のEB10形に改造されている。
旅客営業用私鉄路線では、宮崎交通線と西武山口線での採用例があったが、両路線とも代替路線建設のため廃線となっている。
三池鉄道では粉炭による粉塵爆発を防ぐため、架線集電方式の電気機関車の後方に鉛蓄電池を搭載した電源車を連結し、非電化区間では電源車から電力の供給を受けて走行していた。
なお、機関車ではないが、一部の鉄道会社では蓄電池からの電力を使用する蓄電池電車を運用している。